# Lepturges inscriptus
Lepturges inscriptus là một loài bọ cánh cứng trong họ Cerambycidae.